# Steven Andskär

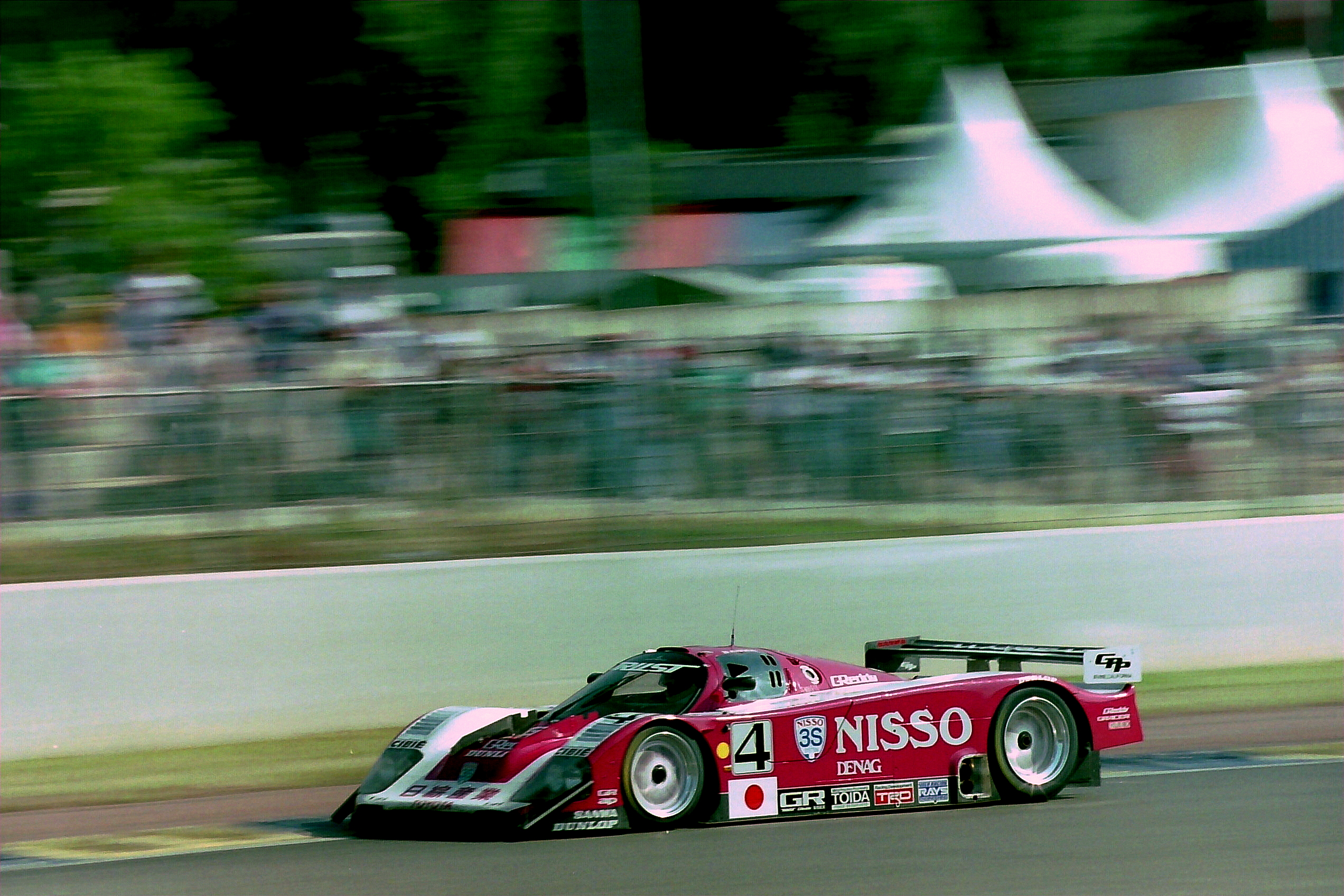
Der Toyota 94C-V von Steven Andskär, Bob Wollek und George Fouché beim 24-Stunden-Rennen von Le Mans 1994

Carl Steven Andskär (* 30. Oktober 1964 in Stockholm) ist ein ehemaliger schwedischer Autorennfahrer.

## Karriere
Nach Anfängen im Kartsport begann Andskär Mitte der 1980er-Jahre mit dem Monopostosport. 1984 wurde er Gesamtfünfter in der schwedischen Formel-3-Meisterschaft und gewann ein Jahr später die Gesamtwertung der Nordic-Formel-3-Meisterschaft. Nachdem es ihm nicht gelang Ende der 1980er-Jahre in der Formel 3000 Fuß zu fassen konzentrierte er sich ab 1989 ganz auf eine Karriere bei den Sportwagen.
Seit 1986 war er bereits sporadisch in der japanischen Sportwagen-Meisterschaft am Start gewesen, wo er 1989 auf einem Porsche 962C GTi von Trust Racing hinter Landsmann Stanley Dickens und Kunimitsu Takahashi mit dem dritten Meisterschaftsrang sein bisher bestes internationales Ergebnis feiern konnte.
Sechsmal war er beim 24-Stunden-Rennen von Le Mans am Start, mit dem vierten Endrang 1994 als bestem Ergebnis. Andskär fuhr bis 1998 Rennen und trat dann vom Rennsport zurück.

## Statistik

### Le-Mans-Ergebnisse
| Jahr | Team                     | Fahrzeug         | Teamkollege   | Teamkollege      | Platzierung            | Ausfallgrund    |
| ---- | ------------------------ | ---------------- | ------------- | ---------------- | ---------------------- | --------------- |
| 1989 | Richard Lloyd Racing     | Porsche 962C GTi | Damon Hill    | David Hobbs      | Ausfall                | Motorschaden    |
| 1990 | Trust Racing Team        | Porsche 962C     | George Fouché | Shunji Kasuya    | Rang 13                |                 |
| 1991 | Courage Compétition      | Porsche 962C     | George Fouché |                  | Ausfall                | Getriebeschaden |
| 1992 | Greedy Trust Racing Team | Toyota 92C-V     | George Fouché | Stefan Johansson | Rang 5 und Klassensieg |                 |
| 1993 | Nisso Trust Racing Team  | Toyota 93C-V     | George Fouché | Eje Elgh         | Rang 6                 |                 |
| 1994 | Nisso Trust Racing Team  | Toyota 94C-V     | George Fouché | Bob Wollek       | Rang 4                 |                 |

### Einzelergebnisse in der Sportwagen-Weltmeisterschaft
| Saison | Team                                       | Rennwagen    | 1   | 2   | 3   | 4   | 5   | 6   | 7   | 8   | 9   | 10  | 11  |
| ------ | ------------------------------------------ | ------------ | --- | --- | --- | --- | --- | --- | --- | --- | --- | --- | --- |
| 1986   | Auto Beaurex Motorsport                    | Tom’s 85C    | MON | SIL | LEM | NÜN | BRH | JER | NÜR | SPA | FUJ |     |     |
| 1986   | Auto Beaurex Motorsport                    | Tom’s 85C    |     |     |     |     |     | DNF |     |     |     |     |     |
| 1988   | Auto Beaurex Motorsport                    | Toyota 87C-L | JER | JAR | MON | SIL | LEM | BRÜ | BRH | NÜR | SPA | FUJ | SAN |
| 1988   | Auto Beaurex Motorsport                    | Toyota 87C-L |     |     |     |     |     |     | DNF |     |     |     |     |
| 1989   | Lloyd Racing                               | Porsche 962  | SUZ | DIJ | JAR | BRH | NÜR | DON | SPA | MEX |     |     |     |
| 1989   | Lloyd Racing                               | Porsche 962  | 13  |     |     |     | 11  |     | DNF |     |     |     |     |
| 1990   | Brun Motorsport Kremer Racing Lloyd Racing | Porsche 962  | SUZ | MON | SIL | SPA | DIJ | NÜR | DON | MOT | MEX |     |     |
| 1990   | Brun Motorsport Kremer Racing Lloyd Racing | Porsche 962  | 7   |     | 5   | 6   |     | DNF | 11  |     |     |     |     |
| 1991   | Courage Compétition                        | Porsche 962  | SUZ | MON | SIL | LEM | NÜR | MAG | MEX | AUT |     |     |     |
| 1991   | Courage Compétition                        | Porsche 962  | 5   |     |     | DNF |     |     |     | 8   |     |     |     |
| 1992   | Greedy Trust Racing Team                   | Toyota 92C-V | MON | SIL | LEM | DON | SUZ | MAG |     |     |     |     |     |
| 1992   | Greedy Trust Racing Team                   | Toyota 92C-V | 5   |     |     |     |     |     |     |     |     |     |     |